# Roxanne Perez
Carla Gonzalez (Laredo, 5 de novembro de 2001) é uma lutadora profissional americana. Ela trabalha atualmente para a WWE, onde atua na marca Raw sob o nome de ringue Roxanne Perez. Ela é membro do grupo The Judgment Day e foi uma vez campeã de duplas femininas da WWE, ao lado de Raquel Rodriguez. Ela foi duas vezes campeã feminina do NXT, e uma vez campeã de duplas femininas do NXT com Cora Jade.
Antes de assinar com a WWE, Gonzalez lutou sob o nome de Rok-C na Ring of Honor (ROH), onde foi a primeira campeã mundial feminina da ROH. Ela também trabalhou para diversas promoções independentes, como a Reality of Wrestling.

## Carreira na luta livre profissional

### Circuito independente (2018–2022)
Gonzalez começou a treinar aos 13 anos, e, a partir dos 16 anos, treinou com Booker T. Ela fez sua estreia no wrestling profissional em dezembro de 2018 sob o nome de ringue Rok-C quando começou a lutar para a promoção Reality of Wrestling de Booker T. Rok-C passou a maior parte de seus anos de estreia lutando por promoções em seu estado natal, o Texas, principalmente na ROW, onde ganhou o título feminino, o ROW Diamonds Division Championship.

### Ring of Honor (2021–2022)
Em abril de 2021, Rok-C fez sua estreia na Ring of Honor, juntando-se a Max the Impaler em uma luta que terminou em empate por limite de tempo contra Laynie Luck e Hyan. Rok-C então competiu no Torneio pelo Campeonato Mundial Feminino da ROH, onde derrotou nomes como Sumie Sakai, Quinn McKay, e Angelina Love. Na final do Death Before Dishonor XVIII, ela derrotou Miranda Alize para se tornar a primeira campeã mundial feminina da ROH e a mais jovem campeã feminina na história da empresa aos 19 anos. No Final Battle, ela manteve seu campeonato contra Willow Nightingale naquele que foi o último evento pay-per-view da ROH antes de entrar em um hiato. Durante a pós-luta, ela foi confrontada pela ex-campeã do Knockouts da TNA e até então campeã Reina de Reinas da AAA, Deonna Purrazzo, que propôs uma luta "a vencedora leva tudo", em um futuro evento do Impact Wrestling. A luta aconteceu no episódio de 13 de janeiro do Impact!, onde ela perdeu o Campeonato Mundial Feminino da ROH contra Purrazzo, que também colocou o título Reina de Reinas da AAA em jogo.

### WWE (2022–presente)
Em março de 2022, foi confirmado que Gonzalez havia assinado um contrato com a marca de desenvolvimento da WWE, o NXT, e mudou seu nome de ringue para Roxanne Perez. Perez fez sua estreia na WWE no episódio de 15 de abril do NXT Level Up, onde derrotou Sloane Jacobs. Ela fez sua primeira aparição no NXT em 19 de abril, derrotando Jacy Jayne. Em maio e junho, Perez participou do Torneio NXT Women's Breakout de 2022, e venceu ao derrotar Tiffany Stratton na final, ganhando um contrato de oportunidade de título por um campeonato de sua escolha. No The Great American Bash, Perez e Cora Jade derrotaram Toxic Attraction (Gigi Dolin e Jayne) para se tornarem campeãs de duplas femininas do NXT. Na semana seguinte, Perez usou sua chance de título garantida sobre Mandy Rose pelo Campeonato Feminino do NXT em uma luta pelo título, mas Jade se voltou contra ela e custou a oportunidade de Perez pelo campeonato. No episódio seguinte, Jade jogou o cinturão do campeonato no lixo; como resultado, a WWE reconheceu Perez como detentora única dos títulos, mas na semana seguinte ela também os desocupou. Isso levou a uma luta entre Jade e Perez no Heatwave, onde Jade foi vitoriosa, e uma luta weapons wild no Halloween Havoc, que foi vencida por Perez. No Deadline, Perez venceu o inaugural Iron Survivor Challenge e três dias depois derrotou Mandy Rose para conquistar o Campeonato Feminino do NXT.
Em janeiro de 2023, Perez participou de sua primeira luta Royal Rumble no evento de mesmo nome. Ela entrou como a oitava participante e durou mais de quatro minutos antes de ser eliminada pela Damage CTRL (Bayley, Dakota Kai e Iyo Sky). No Vengeance Day, Perez manteve seu título contra Gigi Dolin e Jacy Jayne em uma luta triple threat. Ela então defendeu seu título contra Meiko Satomura no Roadblock. Após a luta, ela desmaiou e foi colocada na maca. Ela retornou no episódio de 28 de março do NXT e afirmou que defenderia seu título no Stand & Deliver, onde perdeu o título para Indi Hartwell em uma luta de escadas envolvendo Dolin, Zoey Stark, Stratton e Lyra Valkyria, terminando seu reinado em 109 dias. No episódio de 18 de abril do NXT, depois que Perez venceu uma luta contra Stark, Hartwell desafiou Perez para um combate pelo título, mas Stratton a interrompeu, levando a uma luta triple threat pelo título no Spring Breakin', onde Perez não conseguiu vencer o título. Depois que o título foi desocupado por Hartwell, Perez foi anunciada como uma das oito mulheres participantes do Torneio pelo Campeonato Feminino do NXT para determinar uma nova campeã no Battleground. Ela então fez sua estreia no WWE Main Event no episódio de 11 de maio do programa. Perez derrotou Jayne na primeira rodada do torneio, mas foi derrotada por Stratton nas semifinais no episódio seguinte. Após a luta, ela foi atacada por uma mulher mascarada. No episódio seguinte, Blair Davenport revelou-se como a atacante misteriosa. Isso levou a uma luta weapons wild no The Great American Bash, onde Perez derrotou Davenport. Na primeira noite do Halloween Havoc, Perez derrotou Kiana James em uma luta Spin the Wheel, Make the Deal: Devil's Playground. A rivalidade delas levou a uma luta steel cage no Deadline, onde Perez foi derrotada por James devido à interferência de Izzi Dame.
No episódio de 16 de janeiro de 2024 do NXT, Perez venceu uma battle royal feminina para enfrentar a campeã feminina do NXT Lyra Valkyria pelo título no Vengeance Day. Perez então competiu na luta Royal Rumble de 2024, entrando no combate como número 27 e sendo eliminada por Stratton. No Vengeance Day, Perez foi derrotada por Valkyria. Durante a luta, Lola Vice utilizou seu contrato do Breakout Tournament, tornando o combate uma luta triple threat. No Roadblock, Perez atacou Valkyria e se tornou heel. No Stand & Deliver, Perez derrotou Valkyria para conquistar o título. Ela se tornou a mais jovem duas vezes campeã feminina do NXT e a terceira no geral a ter reinados múltiplos junto com Charlotte Flair e Shayna Baszler. Na Semana 1 do Spring Breakin', Perez derrotou Valkyria e Tatum Paxley em uma luta triple threat para reter o título. No episódio de 28 de maio do NXT, a campeã mundial das Knockouts da TNA, Jordynne Grace, fez uma aparição surpresa e desafiou Perez pelo título no Battleground, onde Perez manteve o título. Ela então defendeu seu título contra Vice no Heatwave e Thea Hail na Semana 1 do The Great American Bash. No No Mercy, Perez manteve o título contra Jaida Parker. Após a luta, ela foi confrontada pela estreante Giulia. No episódio especial de estreia do NXT na CW, Perez derrotou Giulia em uma luta pelo título após interferência de Cora Jade, que fez o seu retorno. Perez e Jade então enfrentaram a equipe de Giulia e Stephanie Vaquer em uma luta de duplas no Halloween Havoc, mas acabaram perdendo.

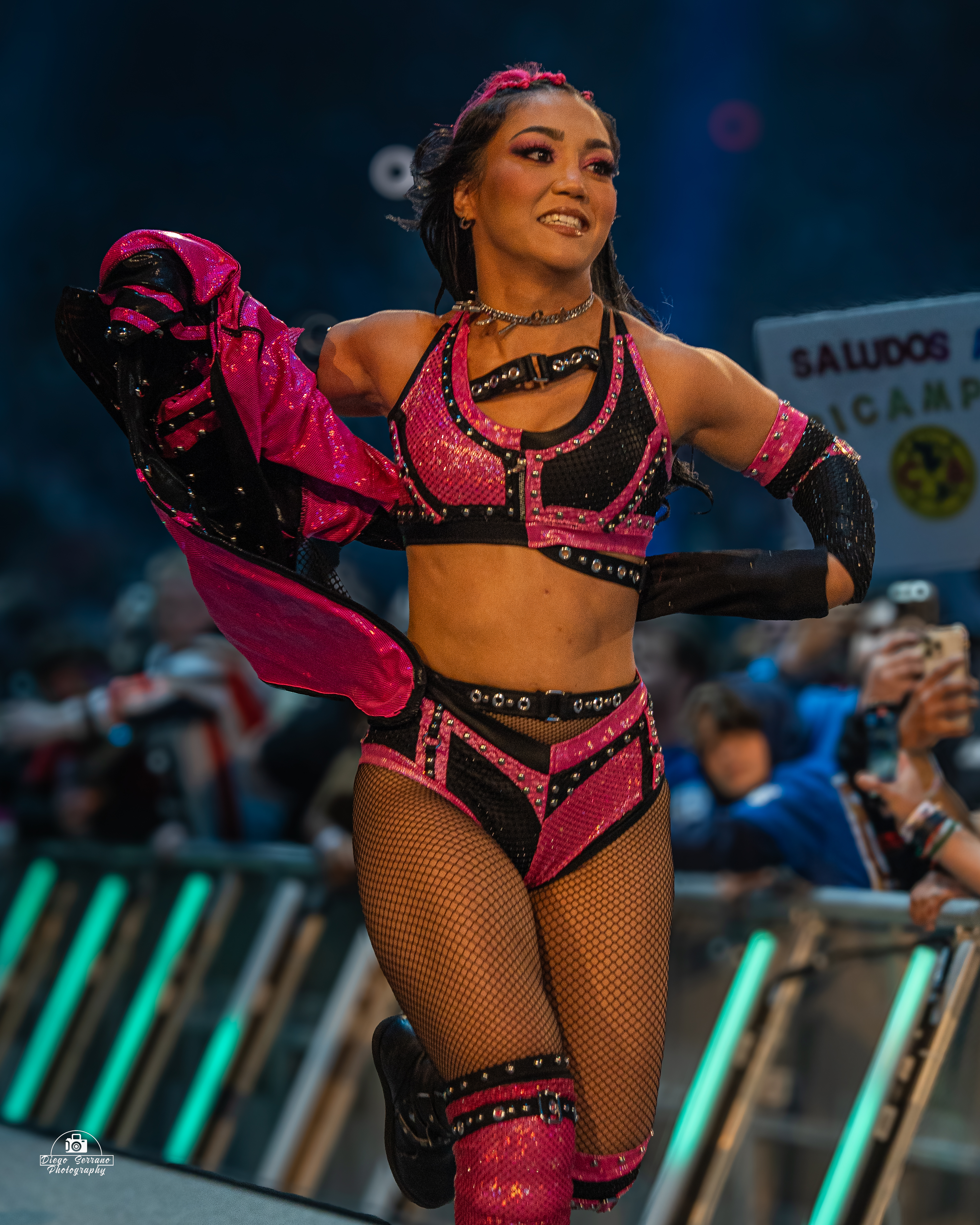
Perez fazendo sua entrada no Royal Rumble de 2025.

Em janeiro de 2025, Perez perdeu o título para Giulia em uma revanche no New Year's Evil, encerrando seu segundo reinado com 276 dias. No Royal Rumble, Perez estabeleceu o recorde de maior tempo em uma luta feminina do Royal Rumble, ficando 1 hora e 7 minutos no ringue; ela entrou como número #3 e terminou como finalista, sendo a última eliminada por Charlotte Flair. No Vengeance Day, Perez não conseguiu recuperar seu título em uma luta fatal four-way contra a campeã Giulia, Bayley e Jade. Perez então se classificou para a luta Elimination Chamber ao derrotar Raquel Rodriguez no episódio de 17 de fevereiro do Raw. No evento, ela foi eliminada por Alexa Bliss. A última luta de Perez no NXT foi no episódio de 29 de abril, quando ela e Giulia perderam para Iyo Sky e Grace.

#### Raw e entrada para o The Judgment Day (2025–presente)
Após várias aparições no plantel principal no início de 2025, Perez ingressou oficialmente na marca Raw em 19 de maio, e se qualificou para a luta de escadas do Money in the Bank ao derrotar Becky Lynch e Natalya em uma luta triple threat no mesmo episódio do Raw. No evento homônimo, ela não conseguiu vencer a luta. Em seguida, Perez participou do torneio Queen of the Ring de 2025, vencendo a primeira rodada e sendo eliminada nas semifinais. No episódio de 30 de junho do Raw, Perez entrou para o The Judgment Day e substituiu a lesionada Liv Morgan como campeã de duplas femininas da WWE.

## Estilo de luta e persona
Gonzalez citou AJ Lee, Bayley, Paige e The Rock como suas inspirações. Seu nome de ringue Rok-C é derivado de The Rock e de seu nome verdadeiro Carla. Gonzalez relatou que sua luta com Meiko Satomura foi uma luta dos sonhos para ela.

## Outras mídias

### Videogames
| Ano  | Título   | Notas                 | Ref.   |
| ---- | -------- | --------------------- | ------ |
| 2023 | WWE 2K23 | Estreia em videogames | [ 78 ] |
| 2024 | WWE 2K24 | —                     | [ 79 ] |
| 2025 | WWE 2K25 | —                     | [ 80 ] |

## Vida pessoal
Gonzalez é descendente de hispânicos. Ela nasceu de pai porto-riquenho e mãe mexicana. Em entrevista ao Metro.co.uk em maio de 2023, Gonzalez explicou que sempre quis trazer o assunto da saúde mental para o wrestling e compartilhou seus pensamentos sobre o assunto.

## Títulos e prêmios
- ESPN

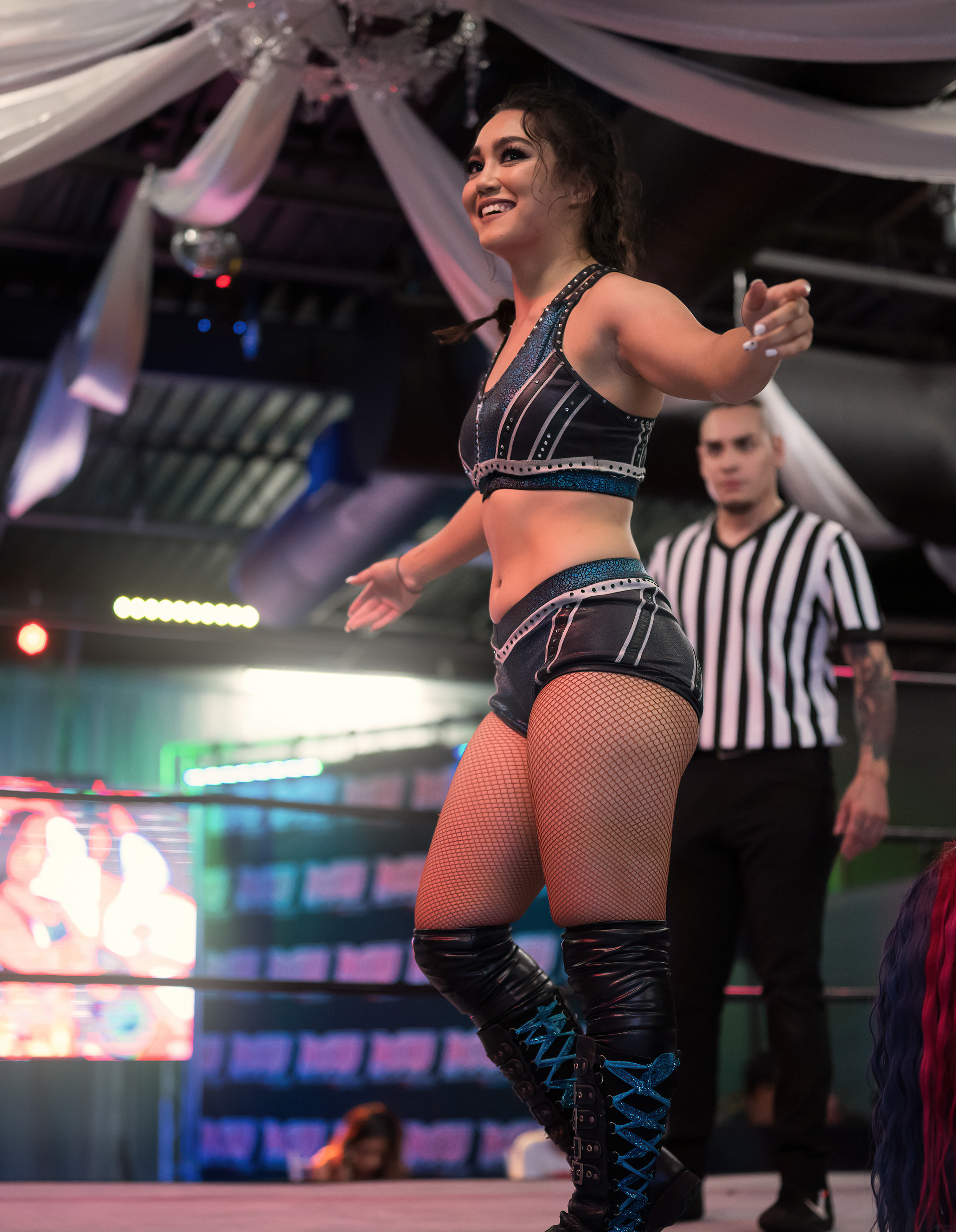
Gonzalez em 2021.

  - Lutadora do Ano (2024) – empatada com Toni Storm[83]
- Mission Pro Wrestling
  - Prêmios MPW (3 vezes)
    - Lutadora do Ano pela MPW (2019)[84]
    - Luta do Ano pela MPW (2019)[84]
    - Momento do Ano pela MPW (2019)[84]
- New Texas Pro Wrestling
  - New Texas Pro Women's Championship (1 vez)[85]
- Pro Wrestling Illustrated
  - PWI a colocou na #11ª posição das 250 melhores lutadoras individuais no PWI Women's 250 em 2024[86]
- Renegade Wrestling Revolution
  - RWR Vixens Champion (1 vez)[84]
- Ring of Honor
  - Campeonato Mundial Feminino da ROH (1 vez)[14]
  - ROH Women's World Championship Tournament (2021)[14]
  - ROH Year-End Award (2 vezes)
    - Lutadora Feminina do Ano (2021)[87]
    - Melhor Nova Estrela (2021)[88]
- Reality of Wrestling
  - ROW Diamonds Division Championship (1 vez)[9]
- Sabotage Wrestling
  - Sabotage War of the Genders Championship (1 vez)[89]
- WWE
  - Campeonato de Duplas Femininas da WWE (1 vez) – com Raquel Rodriguez[90]
  - Campeonato Feminino do NXT (2 vezes)[64]
  - Campeonato de Duplas Feminino do NXT (1 vez) – com Cora Jade[91]
  - NXT Women's Breakout Tournament (2022)[92]
  - Iron Survivor Challenge Feminino (2022)[31]
  - NXT Year-End Award (1 vez)
    - Superstar Feminina do Ano (2024)[93]